# Sweroad
Sweroad är ett svenskt bolag som 2018 köptes av Treeline AB efter att sedan bildandet 1983 varit i statlig ägo och Trafikverkets förvaltning, tidigare låg det under Vägverket. De tillhandahåller konsulttjänster i utlandet, framför allt inom områdena vägar, järnvägar, transporter och trafiksäkerhet.
Sweroads uppdrag formuleras som att leverera infrastrukturlösningar vilka bidrar till utvecklingen av människors välfärd, genom att erbjuda tjänster som är ekonomiskt effektiva, tekniskt innovativa och hållbara för framtidens samhällen. tillgängligt för omvärlden och tillföra Trafikverksanställda nya möjligheter till personlig utveckling och stimulans genom utlandsarbete.